# 潘惟吉
潘惟吉（？—1010年2月27日），一名惟正，开封府开封县（今河南省开封市）人，本姓柴，周世宗柴荣之子柴熙让、柴熙诲中的一人，被宋太祖赵匡胤赐予潘美为侄。

## 身世
《旧五代史》中仅仅记载了柴熙让和柴熙诲的名字和爵位，然而欧阳修《新五代史》却多加出一句“熙让、熙诲，不知其所终”，胡三省认为这是欧阳修避谈柴熙让和柴熙诲的下落。
赵匡胤夺取皇位后初次进入皇宫，见到宫中嫔妃抱着一个小孩子，问是谁，回答说：“这是周世宗的儿子。”当时范质、赵普、潘美等人随侍赵匡胤左右，赵匡胤回头询问赵普等人，赵普等人说：“除掉他。”潘美与另一名元帅在赵匡胤身后不说话，赵匡胤招呼潘美询问，潘美不敢回答，赵匡胤说：“我即位于周世宗，如果杀了他的儿子，不忍心这么做。”潘美说：“臣与陛下曾都是周世宗的臣子，劝说陛下杀掉这个孩子，则辜负了周世宗，劝说陛下不杀，陛下必定对我生疑。”赵匡胤说：“送给你做侄子。周世宗的儿子不可以做你的儿子。”潘美于是带着这个孩子回家。之后赵匡胤也不问这个孩子的情况，潘美也不说。这个孩子就是潘惟吉，后来做到了刺史。潘美本来没有兄弟，潘惟吉只称潘美为父亲，却從不说自己有祖父。这个版本出自王巩的记载，王巩声称该故事是他从潘惟吉的家人那里听说。
另一个略有不同的版本出自王铚的记载：赵匡胤陈桥兵变后进入皇宫，后宫嫔妃迎接跪拜，宫人还抱着两个小孩子来参拜，赵匡胤询问得知这是周世宗的两个儿子纪王和蕲王。赵匡胤回头对部将说：“这还留着干什么？”左右就将两个孩子提走，只有潘美在赵匡胤身后用手掐着宫殿的柱子，低头不说话。赵匡胤说：“你认为不可以这样吗？”潘美回答说：“臣怎么敢认为不可以，但是这在道理上不安心。”赵匡胤即刻命令将两人追回，以其中一人赐予潘美，潘美将他收养为儿子，赵匡胤此后也不再过问，此人就是潘惟吉，潘惟吉只以潘美为父亲而不及潘美的其他家人，他的后裔也与潘美的子孙使用不同的字辈。

## 生平
咸平四年六月丁卯（1001年7月20日），宋真宗赵恒派户部员外郎直史馆曾致尧、太常博士王勗、供备库使潘惟吉、通事舍人焦守节分别前往巴蜀的川州、峡州等地巡查，掌管兵器，考察官吏能力。曾致尧误将诏书留在家里，潘惟吉教曾致尧上书说“在渡过嘉陵江时因为舟船残破，诏书弄丢了”来解脱，曾致尧说：“身為大臣卻欺騙君主，我不能忍受。”于是上书彈劾自己，宋真宗赦免不过问。后来，潘惟吉进入皇宫禀报巴蜀的情况，详细叙说了曾致尧為何彈劾自己，宋真宗叹息良久。
咸平四年闰十二月庚寅（1002年2月8日），宋真宗因河北饥荒，分别派遣知制诰梁颢、薛映，供备库副使潘惟吉，西京左藏库副使李汉贇等人前往打开官仓，赈济流民，可斟酌情势，不须请示，自行处理。
潘惟吉曾经与宋真宗在别殿中谈话，宋真宗对他说：“臣子立于朝堂，如果專注安乐，不能以功劳能力升职，不配顯貴之位。”潘惟吉当即要求外任，被任命为天雄军驻泊都监，还未上任，于大中祥符二年九月甲子（1009年10月3日）被朝廷任命出任辽朝皇帝生辰副使，充当太常博士、直史馆乐黄目的副手，出使辽朝。潘惟吉接受任命入宫拜谢时已经患病，宋真宗察觉他很瘦弱，派遣使者询问，潘惟吉自称没有患病。进入到辽朝境内，潘惟吉疾病发作，被肩舆送回，宋真宗派遣潘惟吉的儿子乘坐驿站的马匹前往迎接，大中祥符三年二月辛卯（1010年2月27日），潘惟吉抵达雄州就去世了。宋真宗很怜悯他，命令潘惟吉的弟弟潘惟清飞驰前往护理丧事，由官府操办丧事。潘惟吉虽然是外戚，能以礼法自我约束，前前后后奉命办事，朝廷内外都称道他勤勉干练。

## 考证
大唐西市博物馆收藏有一方《宋故赠太子左卫率副率潘君及其夫人仁寿县太君王氏墓志铭》，为潘惟吉之子潘承裕及其夫人王氏的墓志铭，墓志中不提祖父为谁，而提到叔祖潘美，李裕民认为这极其反常，且潘美是大名人，而墓志说潘承裕是开封人，籍贯完全不同，这一切证明王巩的记载是真实可靠的。宋朝祭祀后周宗庙的崇义公、宣义郎都是周世宗侄子柴咏的后裔，周世宗前三子从小被杀，周恭帝和柴熙谨早卒无后，周世宗的血脉只有潘惟吉一支。

## 后裔

### 儿子
- 潘承裕，东头供奉官，娶忠武军节度使、同中书门下平章事、秦正懿王王审琦孙女[12]

### 女儿
- 天水郡公赵允成妻[來源請求]

### 孙子
- 潘夙[12]
- 潘震[12]

### 曾孙
- 潘器先[12]
- 潘几先[12]
- 潘令先[12]
- 潘野先[12]
- 潘民先[12]
- 潘慎先[12]
- 潘行先[12]
- 潘信先[12]